# Kooli
Kooli – wieś w Estonii, w prowincji Põlva, w gminie Valgjärve.